# بولين تينانت
بولين تينانت (بالإنجليزية: Pauline Tennant)‏ (6 فبراير 1929، لندن في المملكة المتحدة - 6 ديسمبر 2008)؛ كاتِبة، ممثلة وشاعرة بريطانية.

## روابط خارجية
- بولين تينانت على موقع IMDb (الإنجليزية)
- بولين تينانت على موقع قاعدة بيانات الفيلم (الإنجليزية)